# Seznam slovenských hráčů v NHL v sezóně 1992/1993
Seznam slovenských hráčů v NHL v sezóně 1992/1993 uvádí slovenské hokejisty, kteří v této sezóně hráli za některý tým v kanadsko-americké NHL.

| Tým                 | Věk | Hráč              | Post | Počet zápasů ZČ | Branky ZČ | Asistence ZČ | Body ZČ | Počet zápasů v play off | Branky v play off | Asistence v play off | Body v play off |
| ------------------- | --- | ----------------- | ---- | --------------- | --------- | ------------ | ------- | ----------------------- | ----------------- | -------------------- | --------------- |
| Washington Capitals | 24  | Peter Bondra      | F    | 83              | 37        | 48           | 85      | 6                       | 0                 | 6                    | 6               |
| New Jersey Devils   | 36  | Peter Šťastný     | F    | 62              | 17        | 23           | 40      | 5                       | 0                 | 2                    | 2               |
| Edmonton Oilers     | 23  | Zdeno Cíger       | F    | 64              | 13        | 23           | 36      | Ne                      |                   |                      |                 |
| Hartford Whalers    | 19  | Róbert Petrovický | F    | 42              | 3         | 6            | 9       | Ne                      |                   |                      |                 |
| Boston Bruins       | 20  | Jozef Stümpel     | F    | 13              | 1         | 3            | 4       | Ne                      |                   |                      |                 |

- F = Útočník